# Вилла Хюгель
Вилла Хюгель (нем. Villa Hügel) — вилла в районе Бреденай города Эссен (федеральная земля Северный Рейн-Вестфалия), принадлежавшая семейству Круппов. Название виллы переводится с немецкого как «Вилла Холм». Это название обусловлено расположением виллы на холме, возвышающемся над долиной Рура и Бальденайзее.

Всего вилла имеет 269 помещений, 8100 м² жилой и полезной площади. Вилла расположена в парке площадью 28 га.

## Предыстория
До 1862 года Альфред Крупп проживал вместе с семьёй на территории кампуса корпорации Friedrich Krupp AG. Осенью 1863 года Альфред Крупп осматривает территорию сегодняшней виллы и в январе 1864 года принимает решение выкупить её. Предварительные эскизы здания были выполнены самим Круппом. Далее проектированием занимался Фердинанд Бархевиц, а позднее — Густав Кремер.

## Строительство

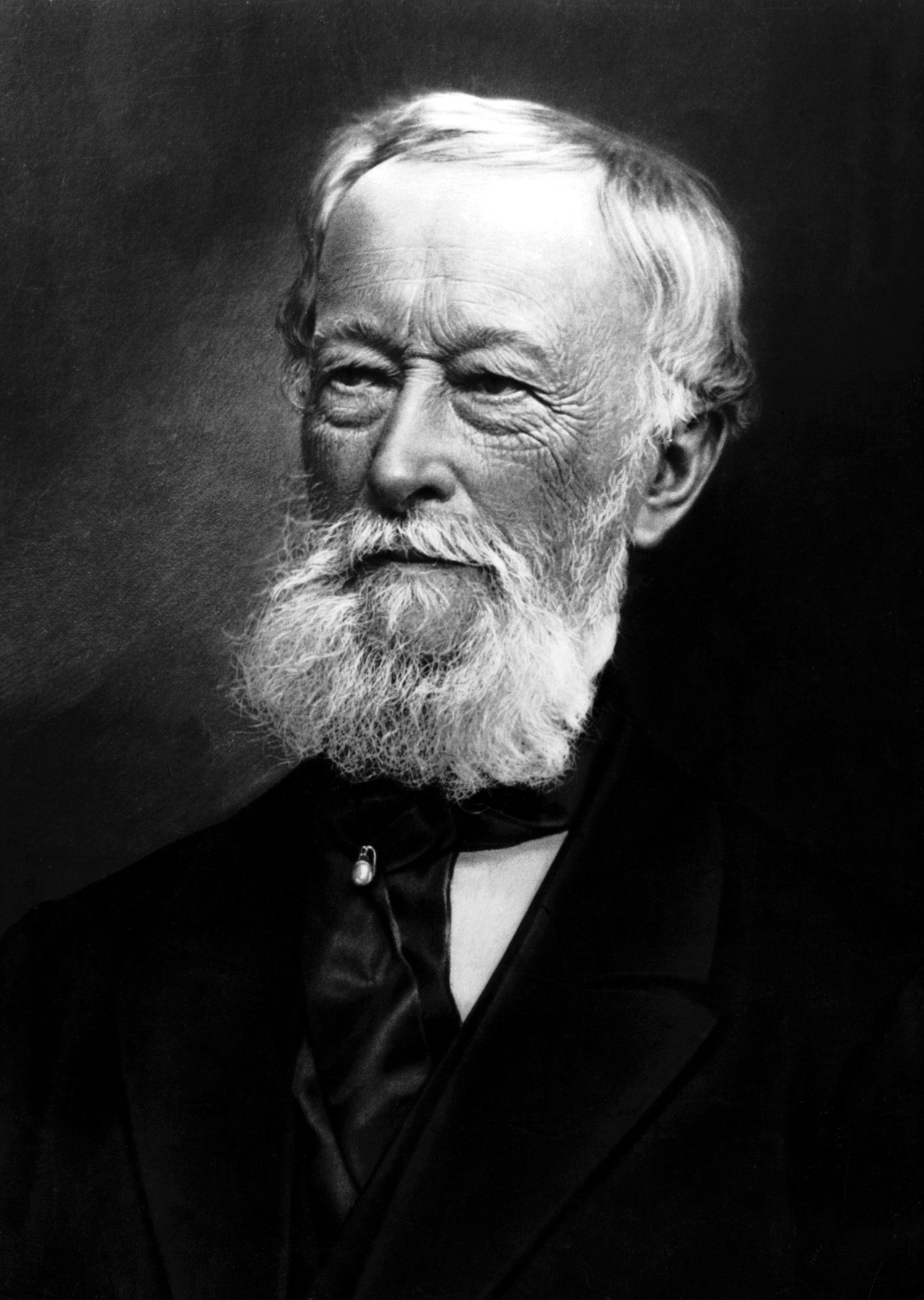
Альфред Крупп

Исследование грунта показало, что до начала строительства виллы необходимо засыпать штреки старых шахт, которые проходили в этом месте. После того, как эти работы были выполнены, в 1869 году начались работы по обустройству фундаментов. Тем временем Крупп размещает объявление в Немецкой строительной газете о поиске архитектора. Первое объявление было размещено 15 апреля, повторное — 30 сентября, но так как никакого утверждённого проекта и сметы виллы не существовало, известные архитекторы не спешили откликнуться на это объявление. Также архитекторов страшило слишком активное вмешательство Круппа в процесс строительства. Так, например, от предложения отказался известный архитектор Рихард Люке.

4 октября Крупп обращается к тогдашнему архитектору Кёльнского собора Карлу Эдуарду Рихарду Фойгтелю с просьбой разработать, по крайней мере, смету на материалы. При этом в строительстве должны были использоваться только огнестойкие материалы, такие как природный камень, сталь, стекло. Это обусловливалось боязнью Круппа пожаров.

 23 и 24 января 1870 года произошла встреча архитекторов Карла Эдуарда Рихарда Фоигтеля, Пауля Эмануэля Шпикера, Юлия Эммериха, Густава Ханса Карла Дихманна и Густава Кремера на которой обсуждались вопросы строительства виллы. Фердинанд Бархевиц на эту встречу не был приглашен. Отношение между ним и Круппом испортились, и с этого дня он отвечал только за хозяйственные постройки.

Шпикер выразил готовность переделать проекты Бархевица. Помощь в этом ему оказывал Иоганн Эдуард Якобшталь. Шпикер убеждает Круппа в том, что при заработной плате в размере 2400-3000 талеров в год архитектора с именем привлечь не удастся.

Альфред Крупп обращается к архитектору Виктору фон Вельцину, но тот отказывает ему на основании того, что он, в отличие от Круппа, является дворянином. Следующее предложение Крупп делает Эдуарду Шварцу, но и он встретил это предложение без особого энтузиазма, потому что ещё не сдал экзамены на звание архитектора. После интенсивной переписки 1 апреля 1870 года Шварц, наконец, даёт согласие.

С самого начала строительных работ Шварц оказывается под постоянным давлением — Крупп требует письменного обязательства о том, что здание будет готово к началу отделочных работ не позднее, чем до конца ноября 1870 года. Он активно вмешивается в процесс строительства, устраивает Шварцу постоянные выговоры и нагоняи.

19 июля начинается Франко-прусская война. Большинство французских каменотесов покинуло стройплощадку, а часть немецких рабочих была призвана на военную службу. На строительстве остаётся только 40 камнерезов, 300 каменщиков и 450 землекопов. В дополнение к этому, так и не закончив проект, отказались продолжать работу Шпикер и Якобшталь. В августе была организована встреча с участием Шварца, а также всех тех, кто так или иначе был задействован в организации строительного процесса. На встрече принимается решение о том, что в связи с нехваткой материалов и рабочей силы, срок готовности строения к этапу отделочных работ переносится на 30 ноября. Также было принято компромиссное решение о замене природного камня в кладке на кирпич.

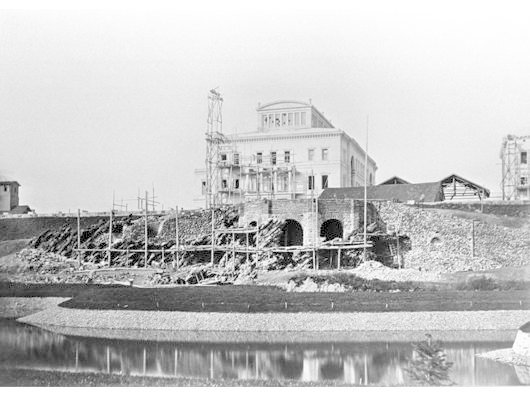
Строительство виллы Хюгель 1872 год

По мере приближения даты окончания строительства стали проявляться недостатки проектирования и выполнения подготовительных работ. Так в неоконченном строении стали появляться трещины, а 23 декабря произошло то, что можно было предвидеть заранее — в результате проливных дождей произошло подмывание фундамента, вследствие чего юго-западный угол здания дал осадку примерно на 20 см, что привело к обрушению эркера. Свой гнев Крупп направил на Шварца, который в тот день отбыл к семье в Берлин, предпочитая отдых в праздничные дни выполнению своих обязанностей

После этого события Крупп передал строительной компании «Funcke und Schürenberg». В своём письме от 28 декабря за Шварца вступился Густав Кремер. Также он раскритиковал Круппа за то, что тот самовольно установил срок окончания строительства в октябре 1871 года. В феврале 1871 года Крупп поручил руководство строительством архитектору Юлиусу Рашу, под началом которого теперь оказался Эдуард Шварц. Окончательно Шварц был уволен 1 марта 1872 года.

Отношение Круппа к новому подрядчику было не лучшим, чем к Шварцу. В мае 1872 года Крупп вновь обратился к Шпикеру и Якобшталю с просьбой о помощи в окончании строительства. Так или иначе, но к январю 1873 года строительство виллы было закончено под руководством Юлиуса Раша. 10 января 1873 года семейство Альфреда Круппа переезжает в виллу Хюгель. Мелкие строительные работы продолжались после этого ещё 1,5 года.

## Последующая история

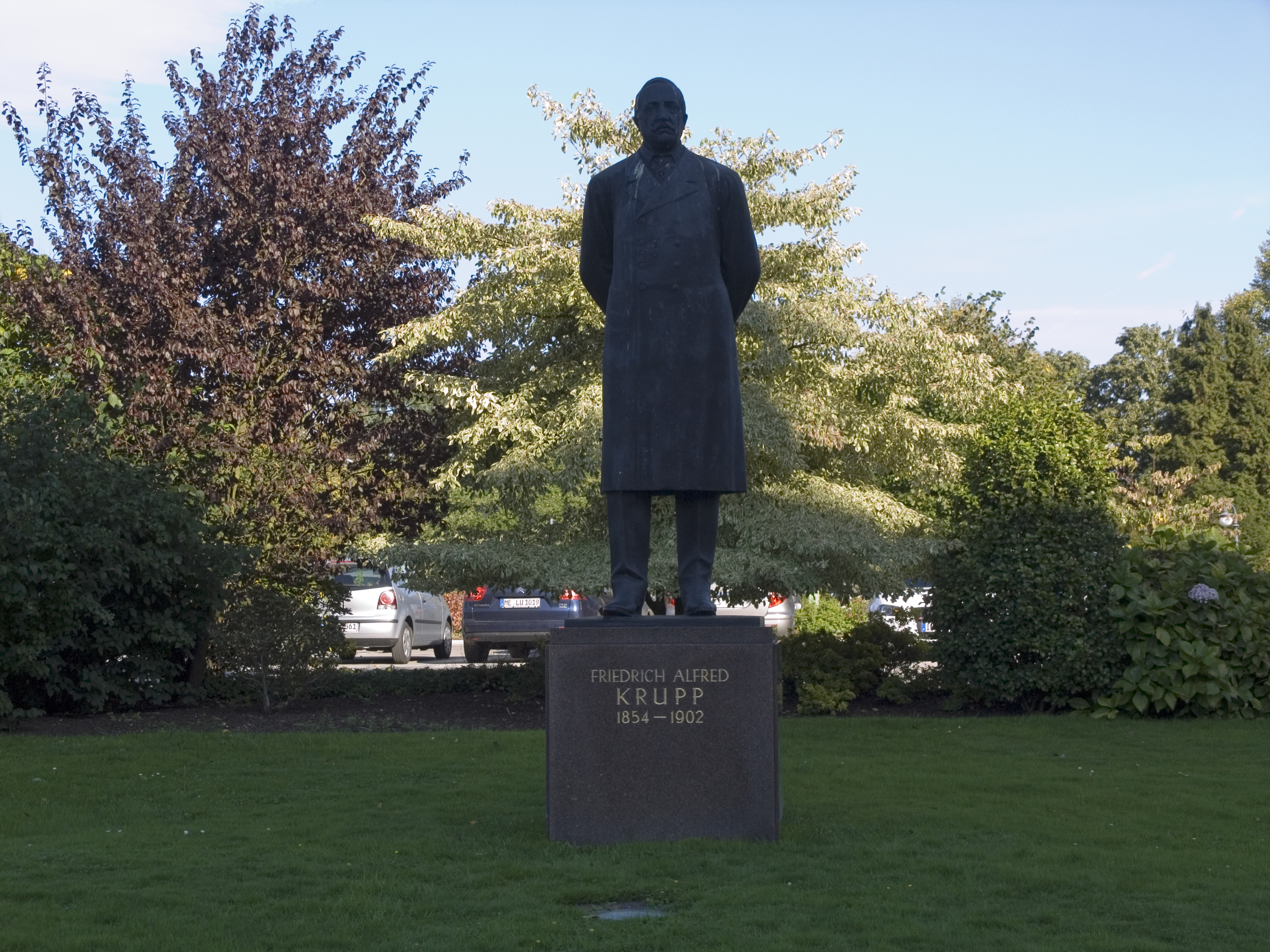
Памятник Фридриху Альфреду Круппу

После смерти Альфреда Круппа виллу наследует его сын Фридрих Альфред. Именно при нём вилла приобрела свои роскошные интерьеры. Вместе со своей женой Маргарет Фридрих Альфред Крупп заложил в вилле Хюгель основы великолепной коллекции произведений искусства, из которых более всего выделялись фламандские гобелены XVI-XVIII веков. В 1886 году на виллу была проведена телефонная линия, а в 1889 году во дворец было проведено электрическое освещение.
Для увеселения членов семьи и гостей были построены теннисные корты, конкурное поле, библиотека, игровые комнаты, кегельбан.
С ростом доходов семейства Круппов росло и количество служащих виллы. Так, если в 1876 году виллу обслуживало 66 человек, то их число в 1902 году достигло уже 570.
Начиная с 20 июня 1890 года виллу Хюгель 11 раз посетил император Вильгельм II.
После самоубийства Фридриха Альфреда Круппа вилла Хюгель по наследству переходит его внучке Берте. На тот момент ей было всего 16 лет. 15 октября 1906 года она вышла замуж за дипломата Густава фон Болен унд Гальбаха. На свадьбе присутствовал император Вильгельм II. Густав фон Болен унаследовал не только виллу Хюгель, но и вошёл в совет директоров концерна Круппа. Большое количество детей в семействе Берты и Густава обусловило множественные перестройки виллы. В 1914 году калориферное отопление было заменено на центральное паровое.
После смерти Маргарет Крупп в 1931 году единственным членом семейства, который проживал на вилле Хюгель, оставался её внук и старший сын Берты и Густава — Альфрид. Вскоре он переезжает в малый дом, так как содержание большого дворца требует огромных финансовых расходов.
В апреле 1945 года вилла Хюгель была конфискована американским оккупационным командованием и в ней была размещена контора «Контрольной угольной комиссии» оккупационных властей. В 1952 году вилла была возвращена семейству Круппов.
В 1953 году семья Круппов отдает часть виллы под художественные выставки, а в другой части размещается контора корпорации ThyssenKrupp AG. В 1984 году в вилле Хюгель было организовано Рурское культурное общество, а само здание было преобразовано в музей, в котором наибольший интерес представляет само здание — великолепный образец архитектуры эпохи грюндерства. В восточном крыле здания размещен музей истории корпорации Круппов. Также с 1905 года в вилле размещается архив корпорации Круппа.
В 1961 году были проведены масштабные работы по перепланированию парка. Из более чем 50 строений в парке осталось всего 3.

### Галерея

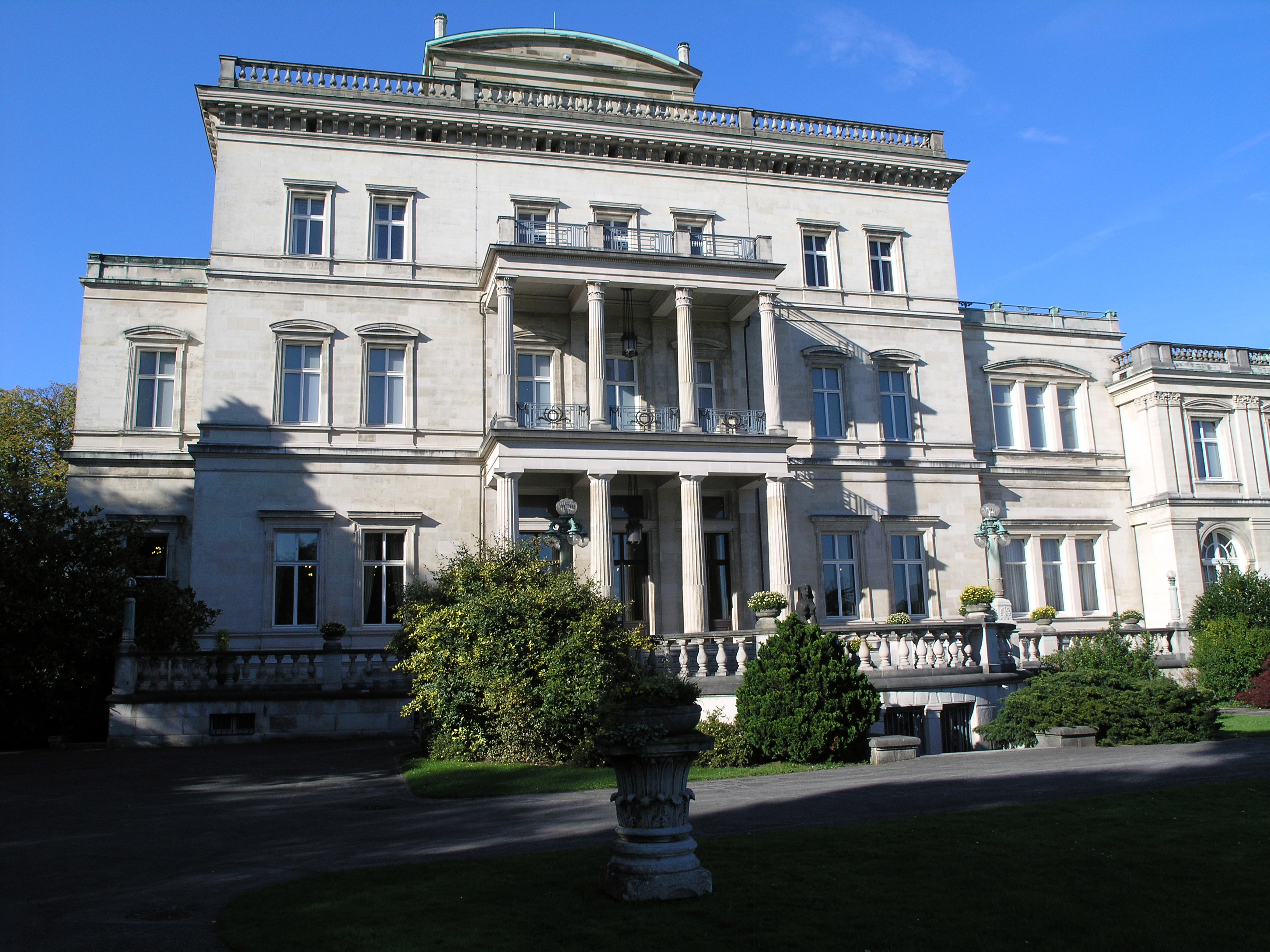
Галерея южного фасада
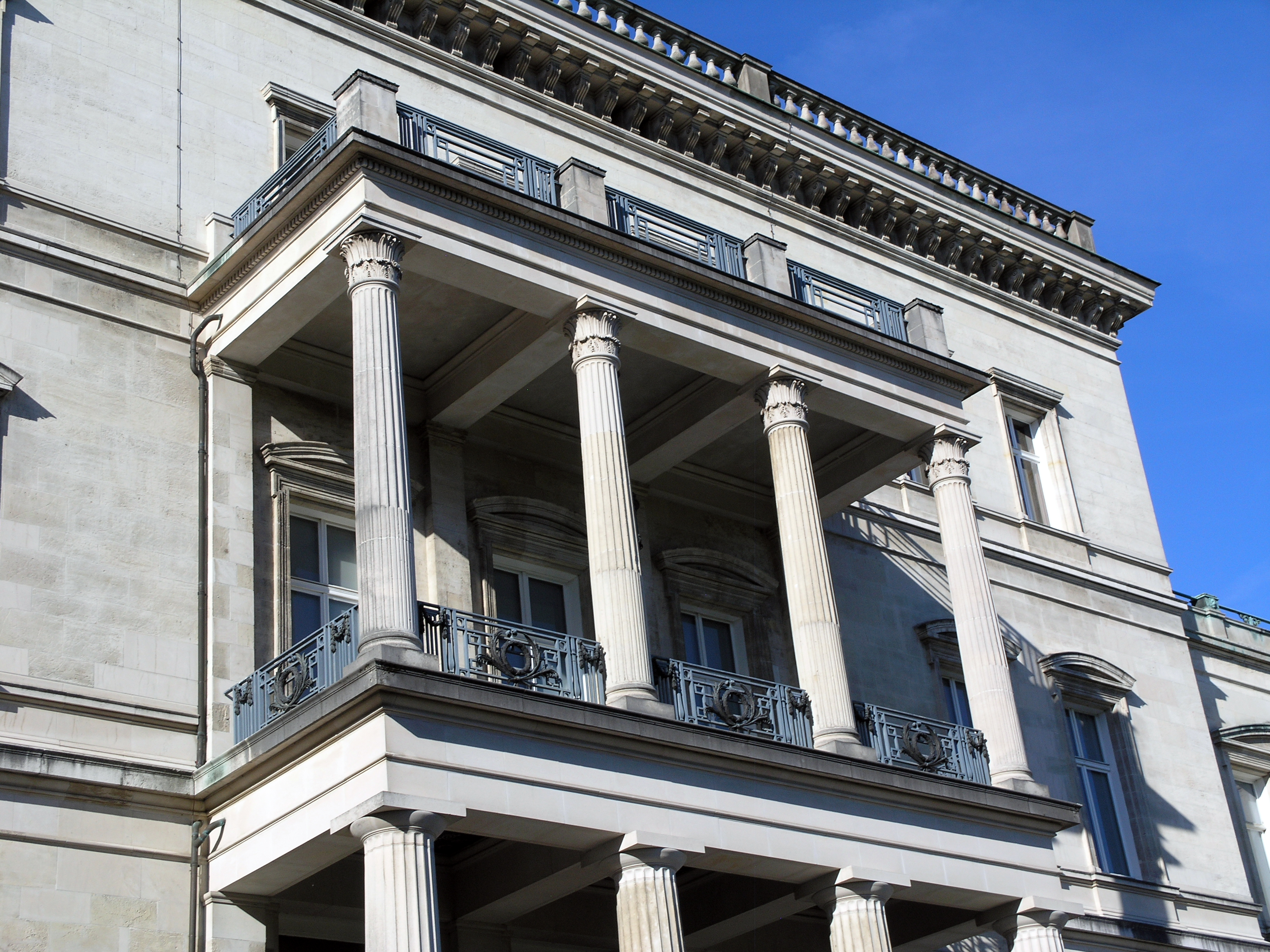
Эркер на южном фасаде
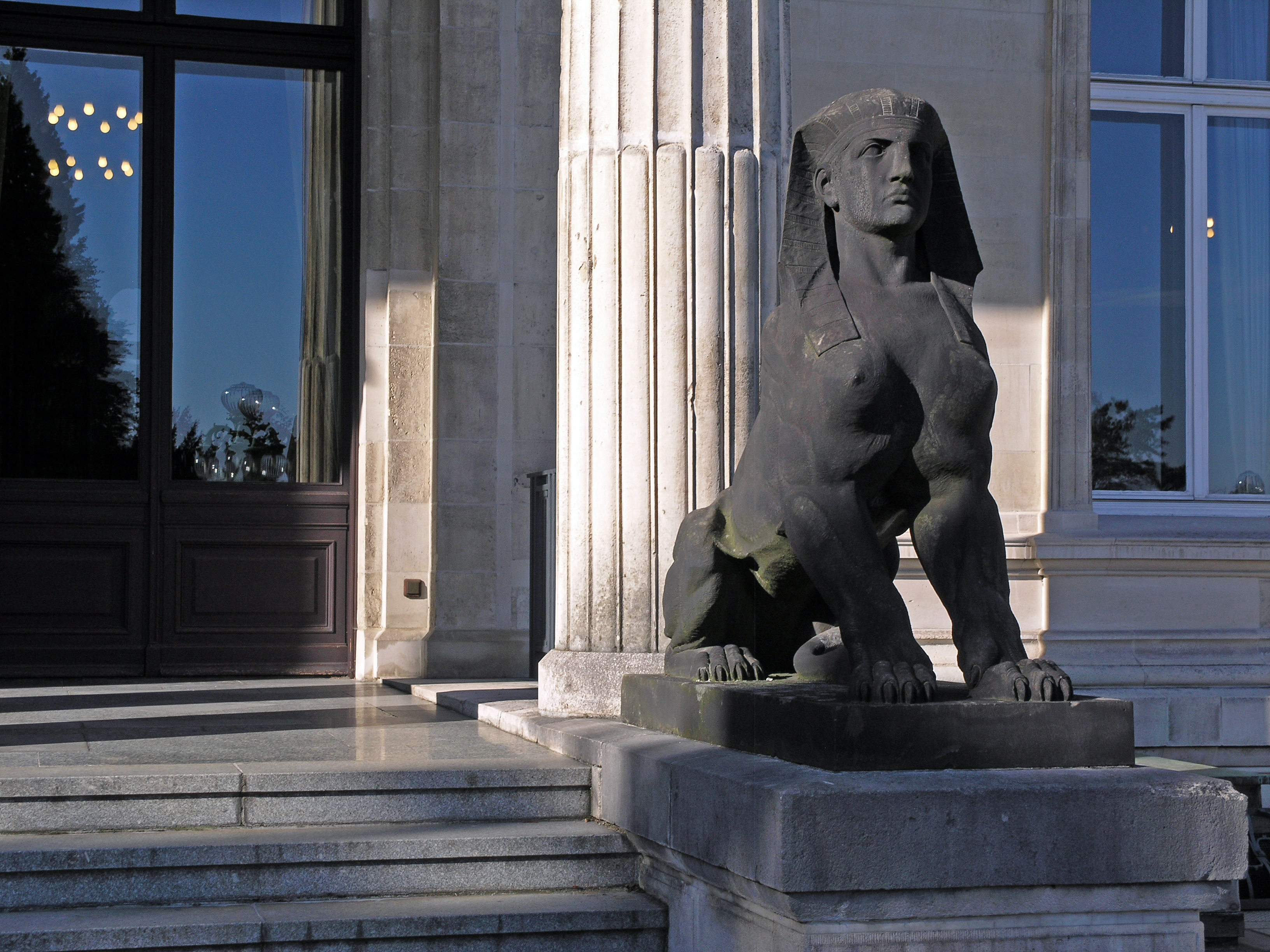
Сфинкс на галерее южного фасада
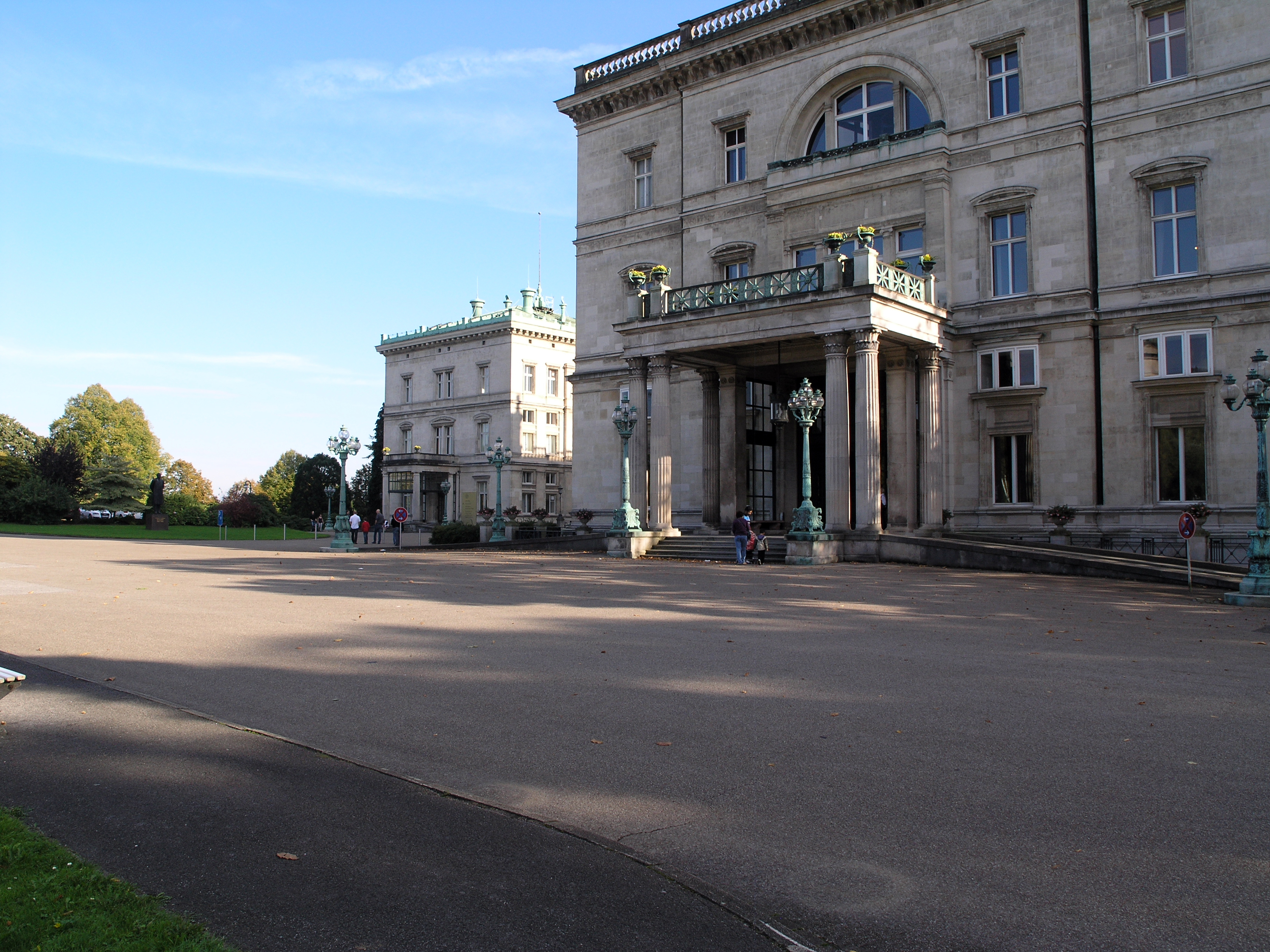
Северный фасад
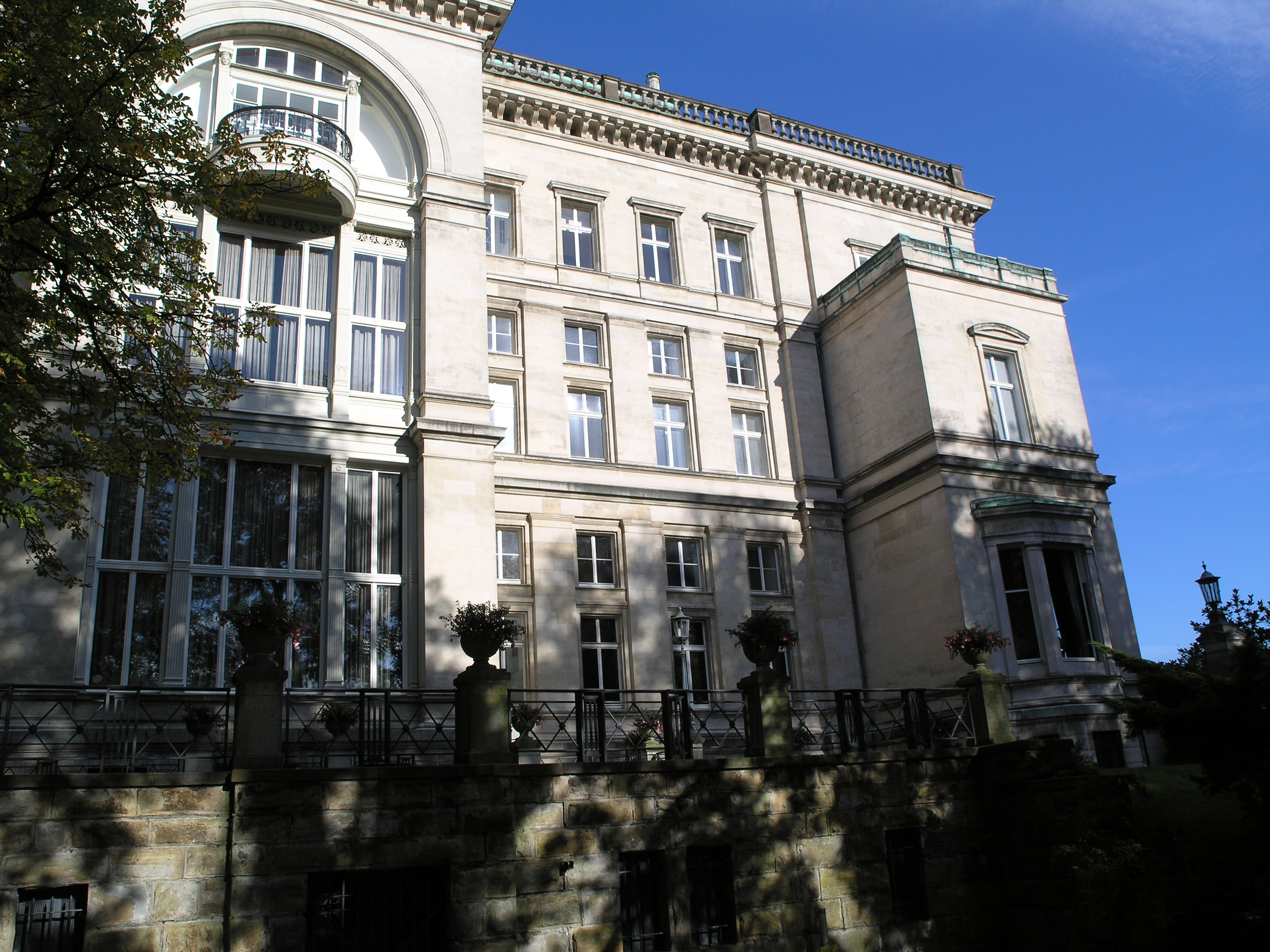
Западный фасад
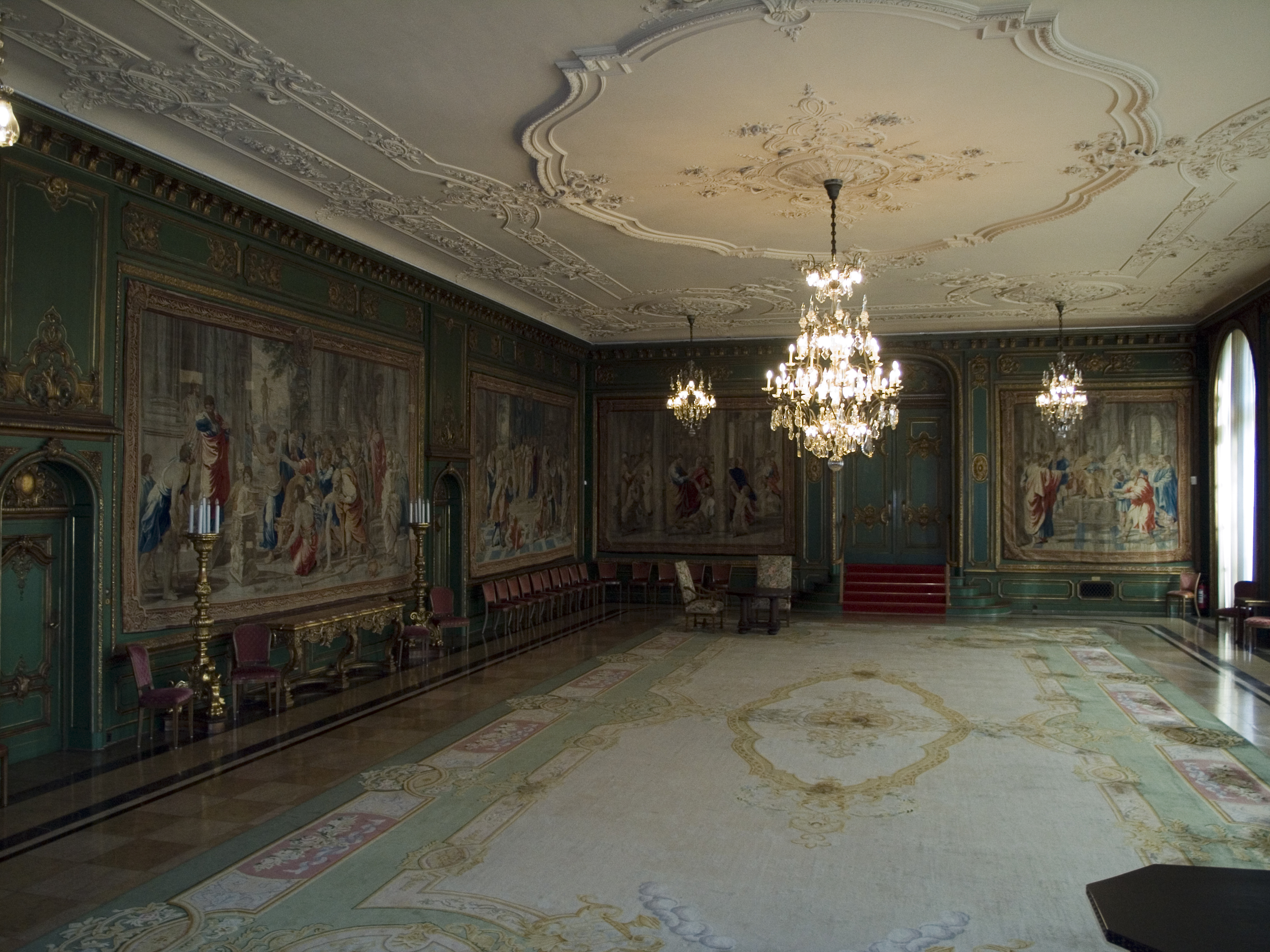
Зал гобеленов
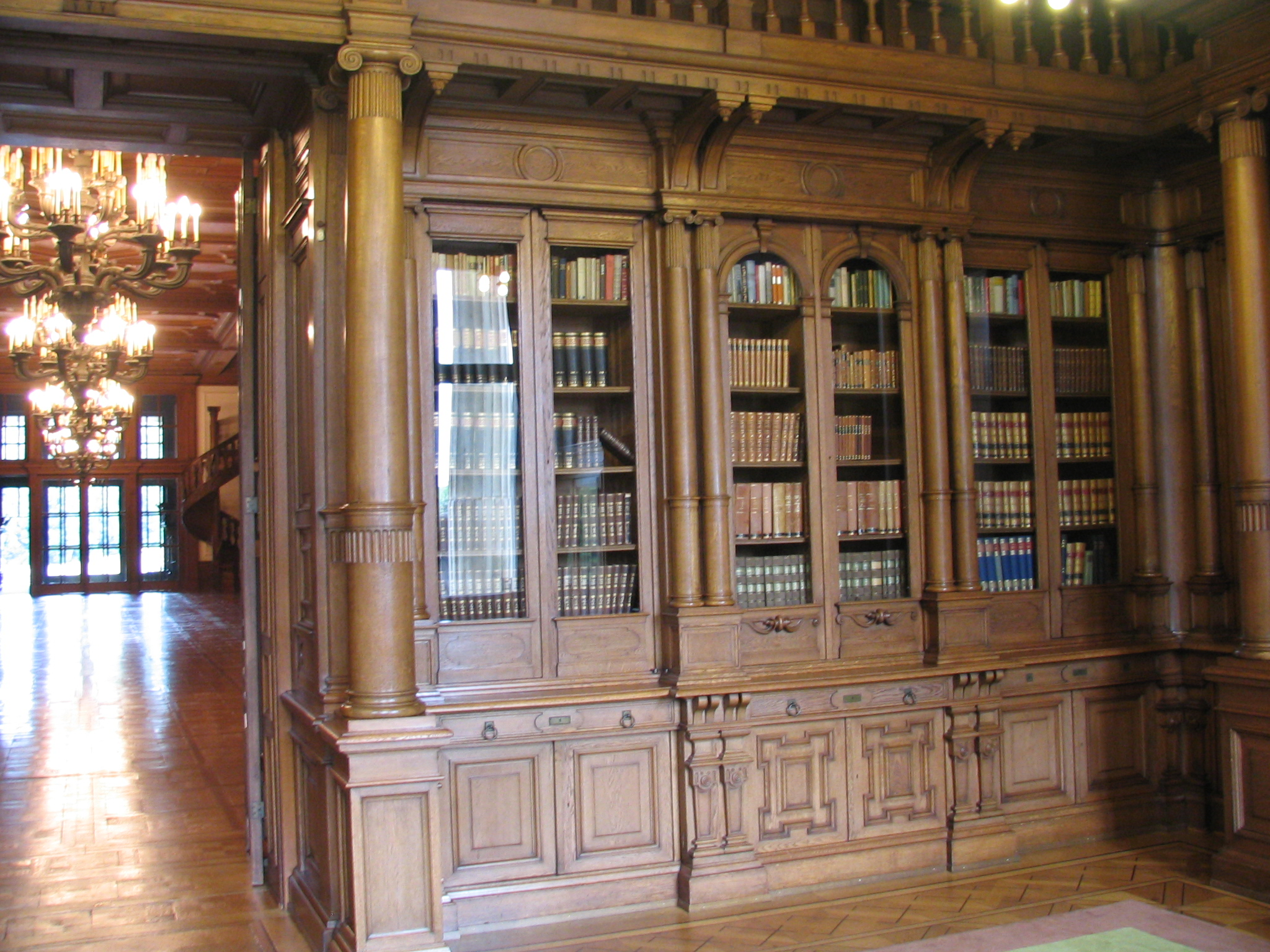
Библиотека
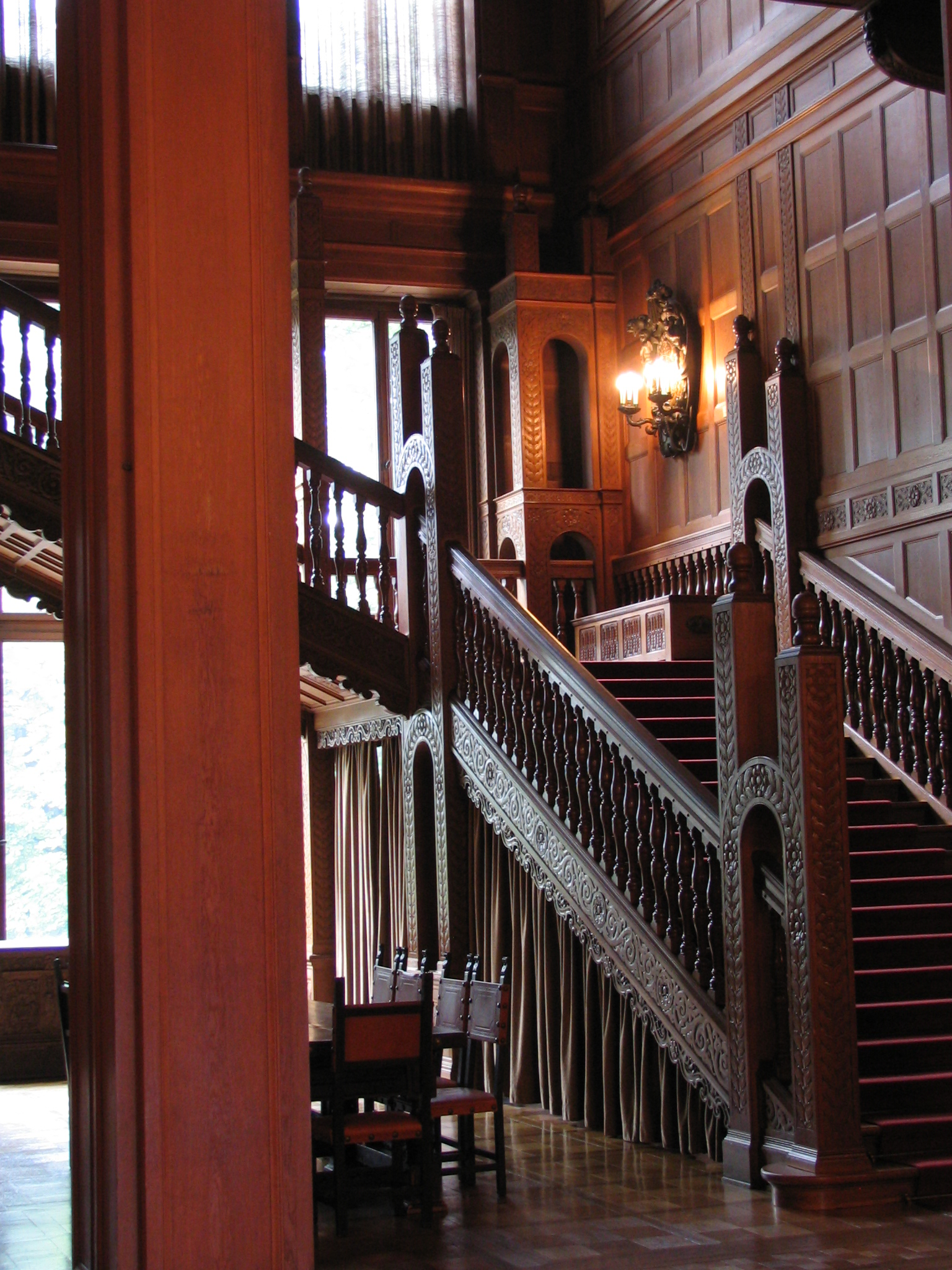
Парадная лестница
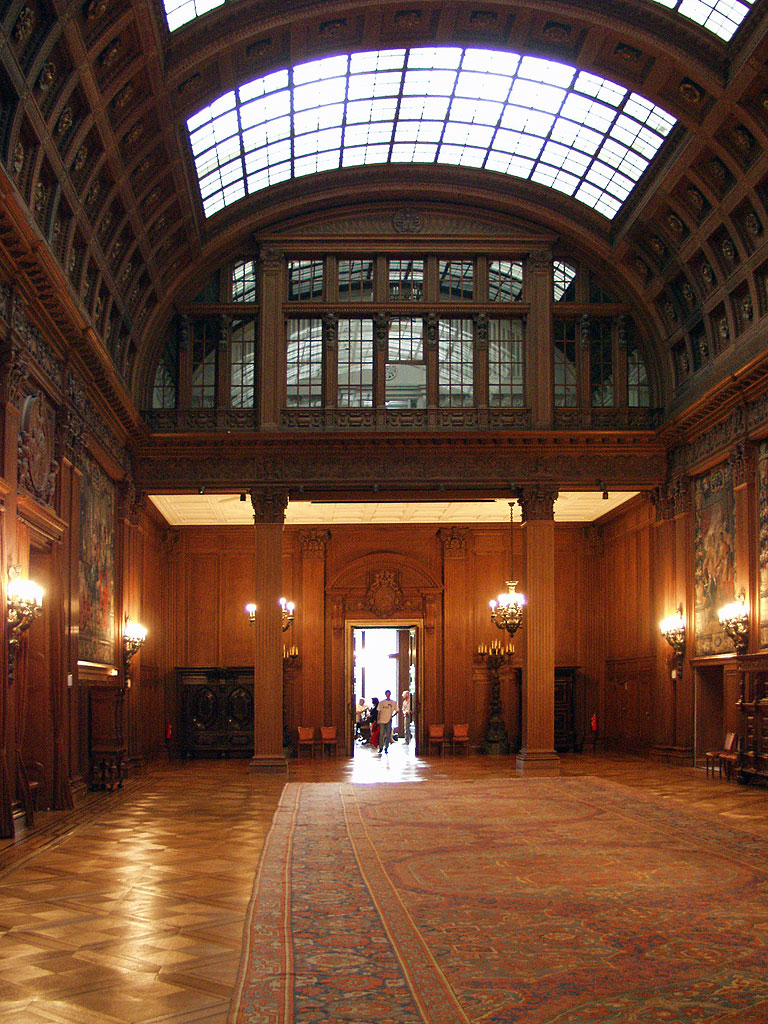
Концертный зал
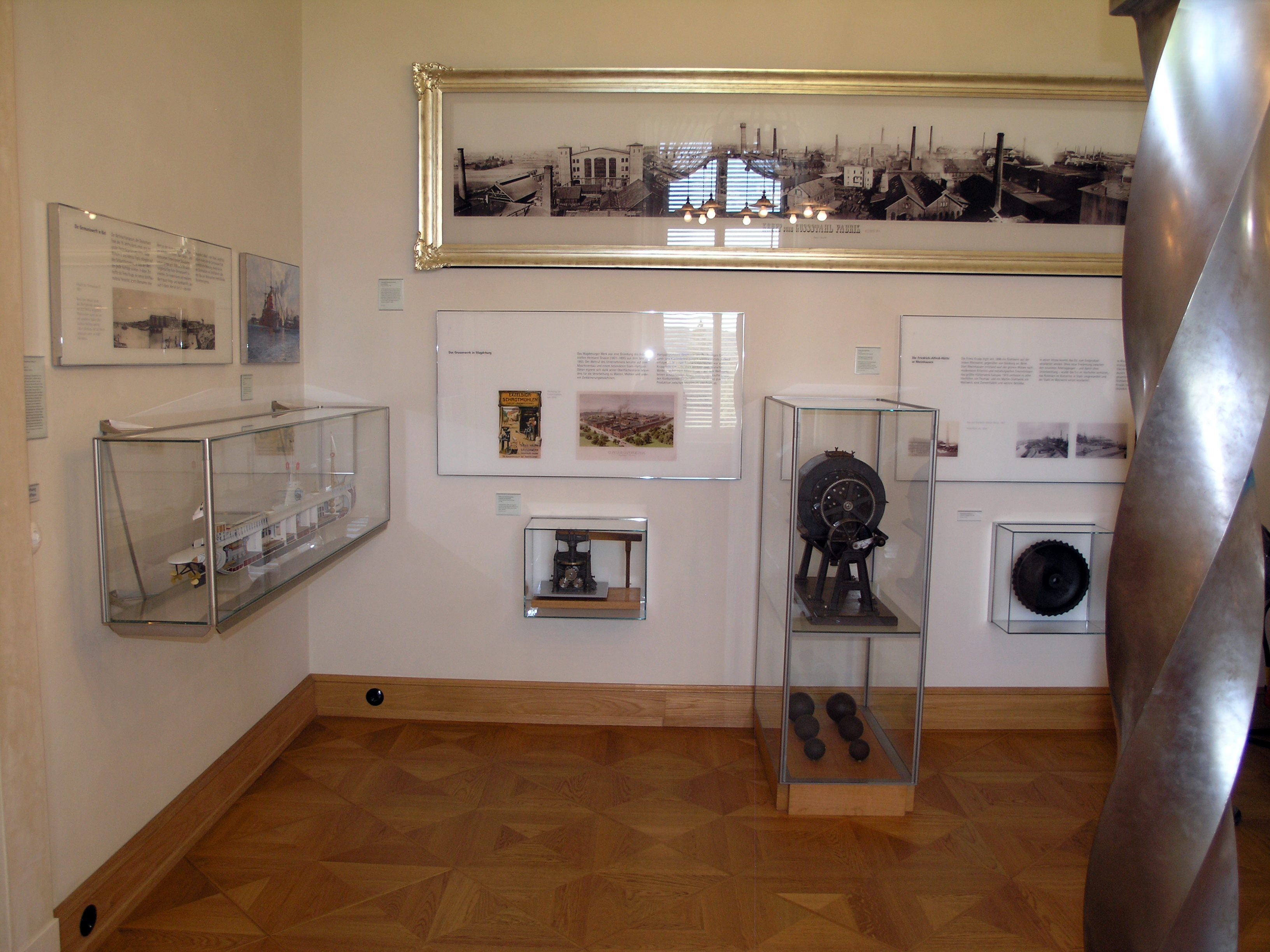
Один из залов музея Круппов
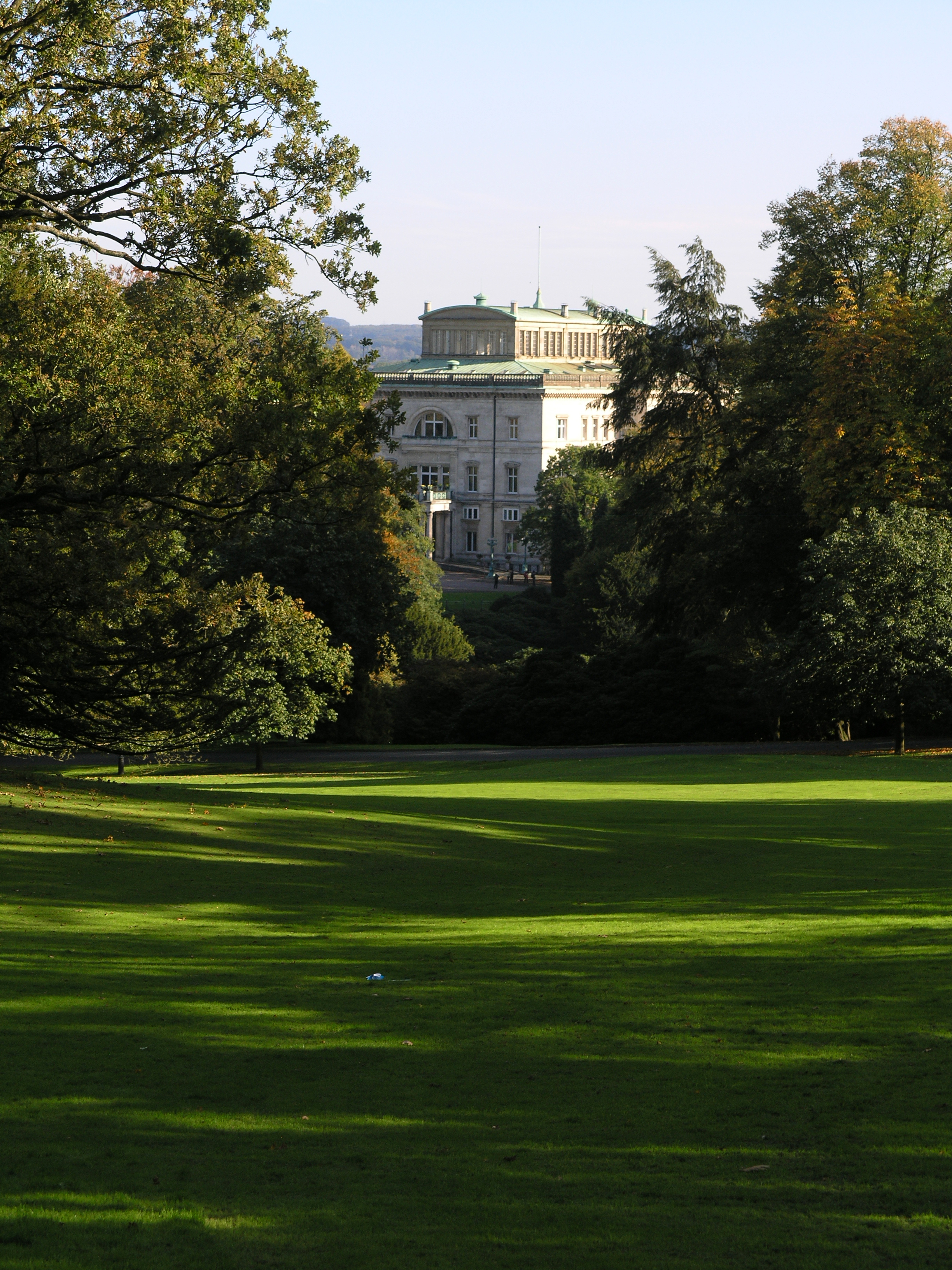
Вид из парка на дворец
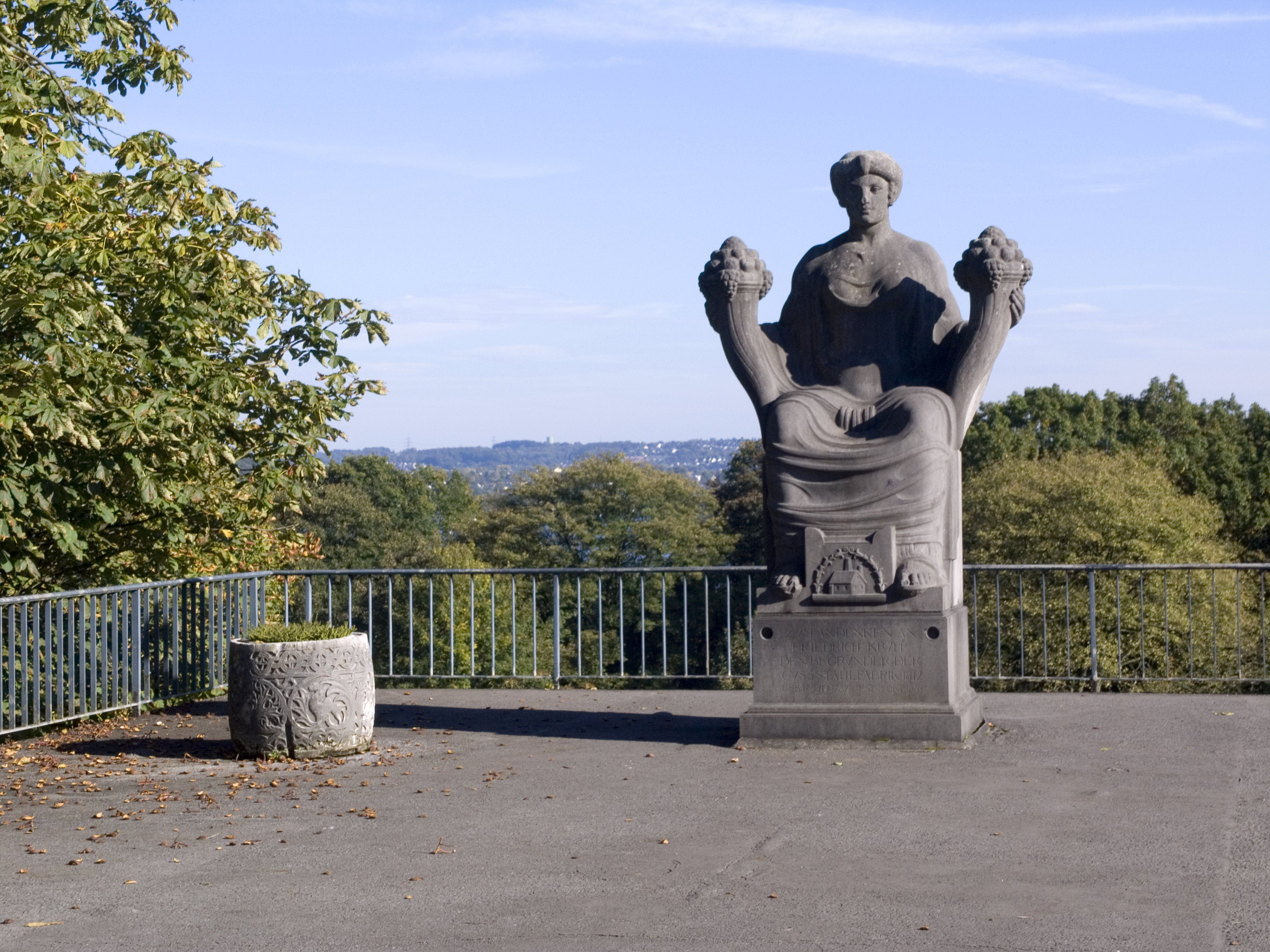
Уголок парка